# Yukinori Oguni

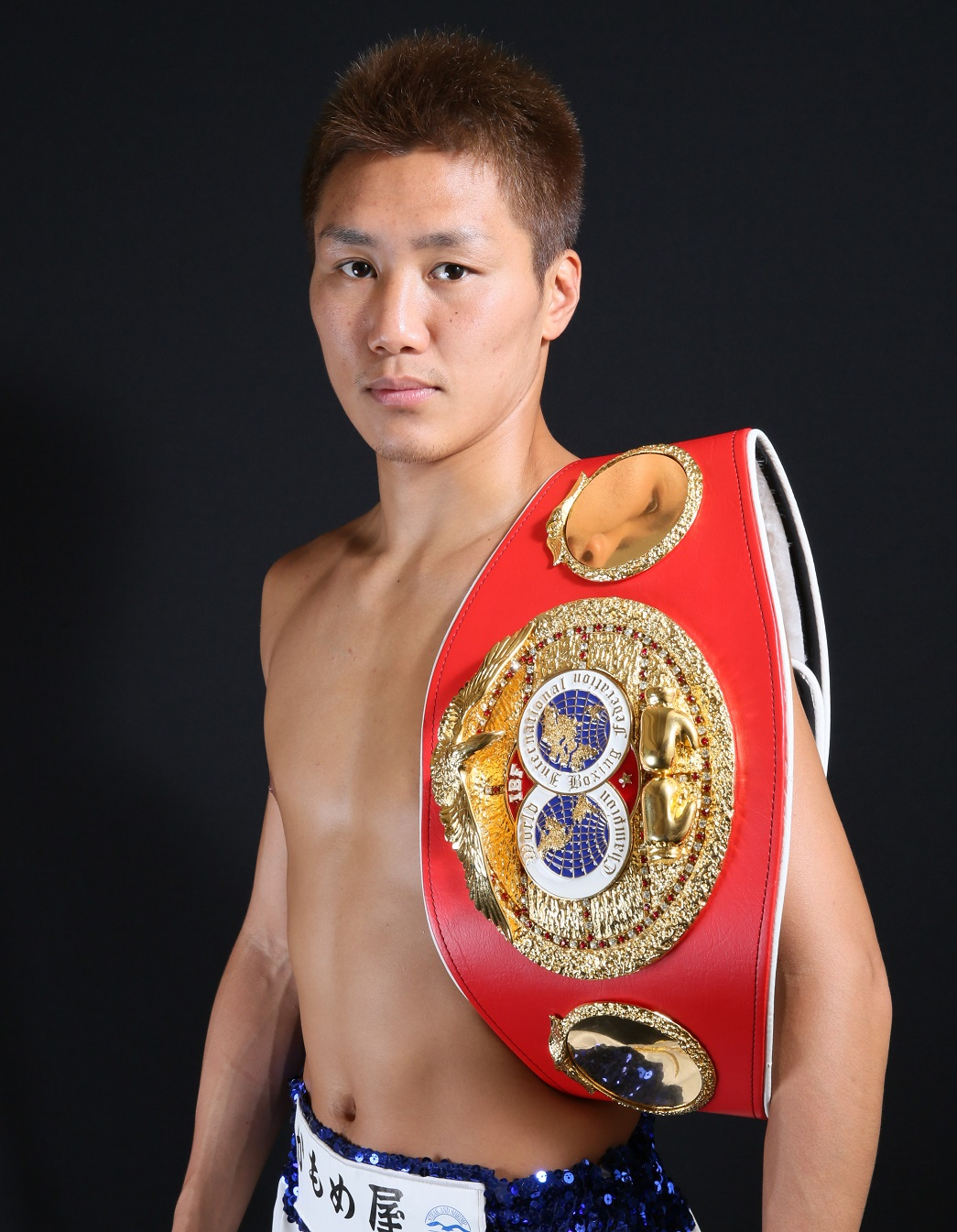
Yukinori Oguni, 2017

Yukinori Oguni (jap. 小國 以載, Oguni Yukinori; * 19. Mai 1988 in Akō, Präfektur Hyōgo, Japan) ist ein japanischer Boxer im Superbantamgewicht.
Im Jahre 2009 begann er erfolgreich seine Profikarriere. Am 31. Dezember 2016 boxte er gegen Jonathan Guzmán um die IBF-Weltmeisterschaft und gewann einstimmig nach Punkten.